# Stiftung Apfelbaum
Die Stiftung Apfelbaum ist eine gemeinnützige Organisation mit Sitz in Köln, die 1989 von Hans-Martin Schmidt gegründet wurde. Der Name der Stiftung bezieht sich auf den (fälschlicherweise Martin Luther zugeschriebenen) Spruch „Wenn ich wüsste, dass morgen die Welt unterginge, würde ich heute noch mein Apfelbäumchen pflanzen“.

## Ziele und Zweck
Die Stiftung Apfelbaum fördert Entwicklungsprozesse zum Zusammenwachsen kultureller, religiöser und wissenschaftlicher Lebenswelten. Ihre Förderschwerpunkte liegen im Bereich der Völkerverständigung, des Umwelt- und Naturschutzes sowie der gesellschaftlichen, kulturellen und religiösen Integration. Verbindender Leitfaden dieses breiten Förderspektrums ist die Idee einer gesellschaftlichen Koevolution, die auf Gemeinsamkeit und Solidarität ausgerichtet ist.

## Integrationspreis
Seit 1996 vergibt die Stiftung Apfelbaum jährlich einen Integrationspreis an jeweils ein bis zwei Einzelpersonen sowie an eine Initiative, die sich in besonderem Maße für ein evolutionäres Zusammenwachsen verschiedener gesellschaftlicher Bereiche eingesetzt haben.

### Preisträger
| Jahr | Einzelpersonen                        | Organisation                                                             |
| ---- | ------------------------------------- | ------------------------------------------------------------------------ |
| 2020 | Ola Rosling und Anna Rosling Rönnlund | Children for a better world                                              |
| 2019 | Bernhard König                        | Gare du Nord – Bahnhof für Neue Musik, Basel                             |
| 2018 | Hans Joachim Schellnhuber             | Öko-Institut                                                             |
| 2017 | Günter Hegele                         | Wir sind Kirche                                                          |
| 2016 | Lamya Kaddor                          | Nes Ammim                                                                |
| 2015 | Gary Friedman und Jack Himmelstein    | Organisation für Sicherheit und Zusammenarbeit in Europa                 |
| 2014 | Michael Krüger                        | Lettre International                                                     |
| 2013 | Fritz Roth                            | Deutscher Hospiz- und PalliativVerband                                   |
| 2012 | Tilman Zülch                          | Ärzte ohne Grenzen                                                       |
| 2011 | Karl-Josef Kuschel                    | Publik-Forum                                                             |
| 2010 | Richard Schröder                      | Stiftung West-Östliche Begegnungen                                       |
| 2009 | Ruth Cohn                             | Evangelisch-Katholische Kommission für Telefonseelsorge und Offene Tür   |
| 2008 | Franz Josef Radermacher               | Stiftung für die Rechte zukünftiger Generationen                         |
| 2007 | Monika Hauser                         | Terre des Femmes                                                         |
| 2006 | Hans-Peter Kaul                       | Max-Planck-Institut für ausländisches öffentliches Recht und Völkerrecht |
| 2005 | Johannes Rau                          | Aktion Sühnezeichen Friedensdienste                                      |
| 2004 | Peter Eigen                           | Transfair                                                                |
| 2003 | Hanns-Dieter Hüsch                    | Künstlerinnenhof Die Höge, Bassum-Högenhausen                            |
| 2002 | Rupert Neudeck                        | Christlich-Islamische Gesellschaft                                       |
| 2001 | Friedemann Schulz von Thun            | Bundesdeutscher Arbeitskreis für Umweltbewusstes Management              |
| 2000 | Eugen Drewermann                      | Vereinte Evangelische Mission                                            |
| 1999 | Alice Schwarzer                       | Mütterzentren Bundesverband                                              |
| 1998 | Reinhard Mohn                         | Max-Planck-Gesellschaft zur Förderung der Wissenschaften                 |
| 1997 | Kurt Biedenkopf                       | Amnesty International                                                    |
| 1996 | Hans Küng                             | Oikocredit                                                               |

## Sonstige Aktivitäten
Die Stiftung Apfelbaum ist Trägerin zweier weiterer, unselbständiger Stiftungen. Die „Stiftung Neue Musik im Dialog“ setzt sich bis 2008 (u. a. mit einem von der  Bayerischen Akademie der Schönen Künste verliehenen Preis „Neues Hören“) für die Vermittlung zeitgenössischer Musik ein.
Die „Stiftung Theologie und Natur“ veranstaltet interdisziplinäre Symposien und finanziert deren publizistische Dokumentation.
Darüber hinaus hat die Stiftung Apfelbaum verschiedene weitere Preise und Wettbewerbe initiiert, die von ihr finanziert und eigenverantwortlich von den jeweiligen Trägern vergeben werden.
- Beginen e. V.: Kölner Beginen-Preis für herausragende Frauenprojekte
- Bundesarbeitsgemeinschaft der Freiwilligenagenturen: Bagfa-Innovationspreis für Freiwilligenagenturen
- Bundesverband Musikunterricht: Wettbewerb "teamwork! neue musik (er) finden"
- Centrale für Mediation: Sokrates-Preis für Mediation und Mediations-Wissenschaftspreis
- Deutsche Gesellschaft für Gesetzgebung: DGG-Preis für hervorragende Akte auf dem Gebiet der Gesetzgebung
- Deutsches Netzwerk Wirtschaftsethik: DNWE-Preis für Unternehmensethik
- Initiative für evangelische Verantwortung in der Wirtschaft Mittel- und Osteuropas: Initiative-Preis für beispielhafte Leistungen von mittelständischen Unternehmen in Mittel- und Osteuropa
- Interreligiöse Arbeitsstelle: INTRA-Projekt-Preis für Komplementarität der Religionen
- Mütterzentren Bundesverband: Mütterzentren-Preis "Praktissima"
- Projektebüro "Dialog der Generationen": Generationendialog-Preis
- Stiftung für die Rechte zukünftiger Generationen: SRzG-Generationengerechtigkeits-Preis und Demografie-Preis für Nachwuchswissenschaftler
- UN Women: Deutscher UN WOMEN-Preis